# 후쿠다 가즈코
후쿠다 가즈코(일본어: 福田和子, 1948년 1월 2일 - 2005년 3월 10일)는 일본의 살인자이다.

## 인물
에히메현 마쓰야마시 출신인 후쿠다는 일찍 부모가 이혼하여 매춘 업소를 운영하는 어머니와 함께 아버지 없이 살게 되었다. 이후 고등학교를 중퇴하고 1966년 도둑질을 하다 체포되어 마쓰야마 교도소에 수감되었는데, 당시 같은 교도소에 체포되어 수감 중이던 폭력 조직원이 교도관을 매수하여 여성 수감자를 강간하는 사건이 발생했고, 후쿠다는 피해자 중 하나였다.

## 살인
이후 출소한 후쿠다는 카바레의 호스테스로 일하다 1982년에 직장 동료를 살해하고 달아났다. 도주 기간 동안 가명을 쓰고 성형수술을 거듭하며 일본 전국의 캬바레를 전전했고, 이 사실은 나중에 화제가 되기도 했다.
그러나 공소시효가 만료되기 21일 전인 1997년 7월 29일, 후쿠이시에서 체포되어 5,459일간의 도피 생활에 종지부를 찍고, 마쓰야마 교도소에 수감되었다.

## 재판과 처벌
체포로부터 약 3주 뒤인 8월 18일, 공소시효 만료를 불과 11시간 남겨 두고 살인죄로 기소되었다. 이어 1999년 5월 31일에 1심인 마쓰야마 지방법원은 무기징역을 선고했고, 후쿠다는 항소했으나 2000년 12월 13일 다카마쓰 고등법원은 항소를 기각했다.
후쿠다는 상고했으나 2003년 11월에 상고가 기각되고 무기징역이 확정되어 와카야마 교도소에 수감되었다.
이후 수감중인 2005년 3월 10일에 경뇌막하 출혈로 사망했다.

## 저서
- 涙の谷…私の逃亡、十四年と十一カ月十日(후소샤, ISBN 4-594-02749-0, 1999-08)